# Осечено квадратно пано
 Тази статия е за евклидовото пано.  За хиперболичното пано вижте Осмоъгълно пано.  
Осеченото квадратно пано е полуправилно пано от правилни многоъгълници от Евклидовата плоскост. На всеки връх има един квадрат и два осмоъгълника. Дуалното пано е четириделно квадратно пано. Връхната фигура е равнобедрен триъгълник. Конуей го нарича осечен квадрил.
Нарича се също средиземноморско пано и осмоъгълно пано.

## Еднообразни оцветявания
| · 2 цвята: 122 · | · 3 цвята: 123 · |

## Свързани многостени и пана

### Четиричетириъгълни пана
- квадратно пано
- осечено квадратно пано
- квадратно пано
- осечено квадратно пано
- квадратно пано
- квадратно пано
- осечено квадратно пано
- нарязано квадратно пано и удължено триъгълно пано

### Пресечени квадратни пана
- осмоъгълен двустен
- осечен куб
- осечено квадратно пано
- осечено петоредово квадратно пано
- осечено шесторедово квадратно пано
- осечено седморедово квадратно пано
- осмоъгълно пано
- осечено деветоредово квадратно пано

### Пресечени четириредови пана
- куб
- осечен октаедър
- осечено квадратно пано
- осечено четириредово петоъгълно пано
- осечено четириредово шестоъгълно пано
- осечено четириредово седмоъгълно пано
- осечено четириредово осмоъгълно пано
- осечено четириредово деветоъгълно пано

### Всичкопресечени четириредови пана
- осмоъгълна призма
- осечен кубоктаедър
- осечено квадратно пано
- осечено четирипетоъгълно пано
- осечено четиришестоъгълно пано
- осечено четириседмоъгълно пано
- осечено четириосмоъгълно пано
- осечено четиридеветоъгълно пано